# Topolino all'età della pietra
Topolino all'età della pietra (The Land of Long Ago) è una storia a fumetti a strisce di Merril De Maris e Floyd Gottfredson, pubblicata per la prima volta sui quotidiani statunitensi tra il dicembre 1940 e il 1941. La storia si ispirò al Il mondo perduto, il celebre romanzo di Arthur Conan Doyle su un habitat popolato da dinosauri.

## Storia editoriale
La storia è formata da 96 strisce, pubblicate giornalmente dal 23 dicembre 1940 al 12 aprile 1941. In Italia venne pubblicata la prima volta sulla rivista Topolino nel 1941 e poi numeroso volte in diversi formati e collane; nel 1971 è stata inclusa nel volume Trilogia di Topolino della collana Oscar Mondadori, Milano, n° 356, insieme a Topolino e la banda dei piombatori e Topolino e il mistero di Macchia Nera.

## Trama
Topolino fa un sogno in cui fa la conoscenza con il professor Ossivecchi, che lo invita a venire su un'isola preistorica abitata dai dinosauri. Topolino, al risveglio, convinto che si tratti di un sogno, trova tuttavia in giardino l'aereo che il professore gli aveva detto gli avrebbe fatto trovare al risveglio. Topolino inizia a capire che non era solo un sogno e parte con Pippo per l'isola dei dinosauri.
Arrivati sull'isola, Topolino e Pippo fanno la conoscenza con il professor Ossivecchi. Vengono tuttavia attaccati dagli uomini primitivi, però riescono a fuggire dall'isola. Ossivecchi, tuttavia, a causa di un colpo in testa, perde la memoria e ha scordato dove si trova l'isola. Dunque non possono più ritornarci, con grande disappunto di Topolino, Pippo e Ossivecchi che avrebbero potuto diventare famosi se avessero rivelato la posizione dell'isola alla comunità scientifica.

## Eredità
Il personaggio di Ossivecchi è stato riutilizzato in storie di produzione danese pubblicate dalla Egmont. A questa storia è ispirata anche Topolino e il Preistoriclub, pubblicata su Topolino n. 2729 del 18 marzo 2008, scritta da Giorgio Salati e disegnata da Roberto Vian.